# Granolaria salmo
Granolaria salmo là một loài ốc biển, là động vật thân mềm chân bụng trong họ Fasciolariidae sống ở biển.